# إد اوسوكم (اثنين أملو)
إد اوسوكم هي إحدى مشيخات المملكة المغربية، تتبع جغرافيا لإقليم سيدي إفني وإداريًا لاثنين أملو. يقدر عدد سكانها بـ 1394 نسمة حسب الإحصاء الرسمي للسكان والسكنى لسنة 2004.